# Bisaccia
Bisaccia – miejscowość i gmina we Włoszech, w regionie Kampania, w prowincji Avellino.
Według danych na 1 stycznia 2022 roku gminę zamieszkiwało 3561 osób (1780 mężczyzn i 1781 kobiet).